# Zsótér László
Zsótér László (Budapest, 1945. november 8. –) számítógépes grafikus, designer, egyetemi tanár.
1967 és 1970 között elvégezte a Magyar Iparművészeti Főiskola typo-grafika szakát.
Önálló tervezőként az alkalmazott grafika számos területén dolgozik, plakátot, prospektust, csomagolást és kiállításgrafikát tervez. A H-Art Directors Tervező iroda művészeti vezetője.
Dolgozott arculattervezési projektekben, nevéhez köthető MALÉV, MOL, MATÁV, Magyar Posta és a Magyar Rádió arculatterve is.

## Válogatott csoportos kiállítások
- 1972 • VI. Magyar Plakátkiállítás, Műcsarnok, Budapest
- 1974 • 70×100. 13 fiatal grafikus kiállítása, Kulturális Kapcsolatok Intézete Kiállítóterem, Budapest
- 1975 • Jubileumi plakátkiállítás, Szépművészeti Múzeum, Budapest
- 1977 • Formatervezés az iparban, Műcsarnok, Budapest
- 1978-84 • I-IV. Országos Alkalmazott/Tervező Grafikai Biennálé, Békéscsaba
- 1984 • Nemzetközi Alkalmazott Grafikai Biennálé, Brno
- 1995 • Plakát Parnasszus II., Szt. Korona Galéria, Székesfehérvár.

## Díjak
- XXII. Magyar Játékfilm Szemle Díja - 1990.
- Ferenczy Noémi-díj - 1998.
- Arany Rajzszög Életmű-díj - 2005.
- Professor emeritus (MOME) 2014. november.[4]